# Australian Broadcasting Corporation
Pour les articles homonymes, voir ABC.
L'Australian Broadcasting Corporation (ABC ; litt. « Entreprise de radiodiffusion australienne »), est le diffuseur public national en Australie. Avec un budget total annuel de 1,13 milliard $AU, la société comprend des services de télévision, de radio, des plateformes en ligne et mobiles à travers l'Australie, mais aussi en outre-mer par le biais de l'Australia Network et de Radio Australia.
Fondée en 1929 sous le nom d'Australian Broadcasting Company, elle est ensuite devenue une société d'État le 1er juillet 1932, en tant qu'Australian Broadcasting Commission. Le texte de loi Australian Broadcasting Corporation Act 1983 a eu pour effet de changer le nom de l'organisation de Australian Broadcasting Commission pour Australian Broadcasting Corporation le 1er juillet 1983. Bien que financée et détenue par le gouvernement, ABC reste éditorialement indépendante garantie par loi de 1983.
La compagnie est informellement surnommée Aunty (« Tata »), en référence au surnom de la BBC).

## Services

### Radio
Le groupe ABC propose 4 programmes nationaux (diffusés par ondes courtes sur tout le continent), 46 stations locales, une chaîne internationale (Radio Australia) et 3 stations numériques.
Les 4 programmes nationaux sont :
- ABC Radio National : la chaîne généraliste et culturelle ;
- ABC Classic FM : musique classique ;
- Triple J : la chaîne destinée aux jeunes ;
- ABC NewsRadio : station d'information continue.

### Télévision
ABC possède une chaîne de télévision nationale, ABC TV, dont certains programmes varient selon les régions comme les journaux télévisés locaux.
ABC2 est mise en service le 7 mars 2005 et est une chaîne dédiée aux émissions pour enfants et au cinéma. ABC Me est lancé en 2009, avec des programmes pour la jeunesse comme Super détectives !
ABC News 24 est une chaîne d'information publique lancée le 22 juillet 2010.

### Publication
ABC produit le magazine Limelight.

## Controverse
En décembre 2023, la journaliste Antoinette Lattouf partage sur son compte Instagram un reportage vidéo de l'ONG de défense des droits humains Human Rights Watch sur l'utilisation de la famine comme arme de guerre à Gaza par l'armée israélienne. Elle est immédiatement licenciée par ABC. La justice condamne en juin 2025 la chaine à dédommager la journaliste et soulève l'existence d'une « campagne orchestrée par des groupes pro-israéliens qui avaient poussé au départ Mme Lattouf », mettant « les responsables d'ABC dans un état de panique ».